# سکرییه
سکرییه (به چکی: Skryje) یک منطقهٔ مسکونی در جمهوری چک است که در ناحیه راکوونیک واقع شده‌است. سکرییه ۱۶۹ نفر جمعیت دارد.